# 朱良暹
朱良暹（1390年—？），字士英，號永思，浙江溫州府永嘉縣人，明朝政治人物。進士出身。

## 生平
浙江鄉試第五十五名。宣德五年（1430年）丁丑科會試第四十名，殿試登進士第三甲第二十六名。十年八月授兵科给事中，十二月改監察御史，居官激浊扬清，声闻朝廷，正統五年九月奉敕巡按两广，清理军伍。九年七月升任江西按察司佥事，八月賜敕命，并封赠其父母妻。景泰元年（1450年）十一月升江西副使。五年（1454年）四月以巡抚右佥都御史韩雍考察其老疾，命致仕。天顺元年（1457）辞归，在职30余年，清慎勤政，始终如一。著有《出巡录》《谏疏二十章》《永思堂文集》。

## 家族
曾祖朱海。祖父朱恭。父亲朱思庭。